# Whitehead-Turm
In der Mathematik ist der Whitehead-Turm eines topologischen Raumes ein Hilfsmittel bei der Berechnung von Homotopiegruppen.

## Definition
Es sei {\displaystyle X} ein gegebener topologischer Raum. Ein Whitehead-Turm von {\displaystyle X} ist eine Folge
{\displaystyle \ldots \to X_{n}\to X_{n-1}\to \ldots \to X_{2}\to X_{1}\to X_{0}=X}
von Abbildungen topologischer Räume mit folgenden Eigenschaften:
- für alle {\displaystyle n} ist {\displaystyle X_{n}\to X_{n-1}} eine Faserung, deren Faser ein Eilenberg-MacLane-Raum {\displaystyle K(\pi _{n}X,n-1)} ist
- {\displaystyle X_{n}} ist {\displaystyle n}-zusammenhängend, d. h. für alle {\displaystyle k\leq n} ist {\displaystyle \pi _{k}X_{n}=0}
- für alle {\displaystyle k>n} ist {\displaystyle \pi _{k}X_{n}=\pi _{k}X}.

## Konstruktion
{\displaystyle X_{1}} ist die universelle Überlagerung von {\displaystyle X}.
{\displaystyle X_{n}} wird aus {\displaystyle X_{n-1}} wie folgt konstruiert. Zunächst kann man {\displaystyle X_{n-1}} in einen Raum {\displaystyle Y_{n}} vom schwachen Homotopietyp des {\displaystyle K(\pi _{n}X,n)=K(\pi _{n}X_{n-1},n)} einbetten, indem man sukzessive alle Homotopiegruppen der Dimensionen {\displaystyle n+1,n+2,\ldots } durch Ankleben von Zellen der Dimensionen {\displaystyle n+2,n+3,\ldots } „tötet“. Dann definiert man {\displaystyle X_{n}=\Omega _{*}^{X_{n-1}}\subset \Omega K(\pi _{n}X,n)} als Raum aller Wege in {\displaystyle K(\pi _{n}X,n)}, die in einem Basispunkt {\displaystyle *} starten und in {\displaystyle X_{n-1}} enden. 
Die "Endpunkt"-Projektion {\displaystyle X_{n}\to X_{n-1}} ist eine Faserung, deren Faser der Schleifenraum {\displaystyle \Omega Y_{n}} ist. Dieser hat den schwachen Homotopietyp eines {\displaystyle K(\pi _{n}X,n-1)}.
Falls {\displaystyle X} ein CW-Komplex ist, dann ist die Faser ein CW-Komplex und insbesondere also nach dem Satz von Whitehead ein {\displaystyle K(\pi _{n}X,n-1)}. Falls zusätzlich die höheren Homotopiegruppen {\displaystyle \pi _{k}X,k\geq 2} endlich erzeugt sind, dann ist der {\displaystyle K(\pi _{n}X,n-1)} homotopieuaquivalent zu einer topologischen abelschen Gruppe und die Konstruktion lässt sich so durchführen, dass für {\displaystyle n>1} die Faserungen {\displaystyle X_{n}\to X_{n-1}} Prinzipalbündel mit abelscher Strukturgruppe sind.